# Зиллиан
Зиллиан (нем. Sillian) — ярмарочная коммуна (нем. Marktgemeinde) в Австрии, в федеральной земле Тироль.
Входит в состав округа Лиенц.  Площадь коммуны составляет 36,26 км², население — 2030 человек (1 января 2021), плотность населения — 56 чел./км². Официальный код  —  70728.

## Политическая ситуация
Бургомистр коммуны — Эрвин Шиффман (АНП) по результатам выборов 2004 года.
Совет представителей коммуны (нем. Gemeinderat) состоит из 15 мест.
- АНП занимает 9 мест.
- местный блок: 5 мест.
- АПС занимает 1 место.